# Carbayera de El Tragamón
Carbayera de El Tragamón este o arie protejată (arie specială de conservare — SAC, sit de importanță comunitară — SCI) din Spania întinsă pe o suprafață de 4,52 ha, integral pe uscat.

## Localizare
Centrul sitului Carbayera de El Tragamón este situat la coordonatele 43°31′10″N 5°37′18″W / 43.5195°N 5.6217°V.

## Înființare
Situl Carbayera de El Tragamón a fost declarat sit de importanță comunitară în februarie 2004 pentru a proteja 2 specii de animale. Situl a fost protejat și ca arie specială de conservare în decembrie 2014.

## Biodiversitate
Situată în ecoregiunea atlantică, aria protejată conține 1 habitat natural: Păduri aluvionare cu Alnus glutinosa și Fraxinus excelsior (Alno-Padion, Alnion incanae, Salicion albae).
La baza desemnării sitului se află mai multe specii protejate:
- păsări (1): ciocănitoare pestriță mică (Dendrocopos minor)
- nevertebrate (1): rădașcă (Lucanus cervus)